# Epitrix caucasica
Epitrix caucasica es una especie de insecto coleóptero de la familia Chrysomelidae. Fue descrita científicamente en 1950 por Heikertinger.